# سفارة دولة فلسطين لدى جمهورية أيرلندا
سفارة دولة فلسطين لدى جمهورية أيرلندا هي الممثلية الدبلوماسية العُليا لدولة فلسطين لدى جمهورية أيرلندا. تقع السفارة التي افتتحت عام 2001 في دبلن.